# Општина Чијапа де Корзо (Чијапас)
Чијапа де Корзо (шп. Chiapa de Corzo) општина је у Мексику у савезној држави Чијапас. Општина се налази на надморској висини од 521 м.

## Становништво
Према подацима из 2010. у општини је живело 87603 становника.

### Хронологија
| Година       | 2000                  | 2005                  | 2010                  |
| ------------ | --------------------- | --------------------- | --------------------- |
| Становништво | 60620 (30196 / 30424) | 73552 (36553 / 36999) | 87603 (43301 / 44302) |

### Попис
| \| \| м \| \| \| ж \| \| 0—2 \| 2.859 \| \| \| 2.772 \| \| 3—5 \| 2.883 \| \| \| 2.730 \| \| 6—11 \| 5.381 \| \| \| 5.426 \| \| 12—14 \| 2.610 \| \| \| 2.603 \| \| 15—17 \| 2.649 \| \| \| 2.643 \| \| 18—24 \| 5.799 \| \| \| 5.896 \| \| 60+ \| 3.461 \| \| \| 3.372 \| \| Просек : \| 27,9 \| \| \| 28,3 \| |       |  |  |       |
| |       |  |  |       |
| | м     |  |  | ж     |
| 0—2 | 2.859 |  |  | 2.772 |
| 3—5 | 2.883 |  |  | 2.730 |
| 6—11 | 5.381 |  |  | 5.426 |
| 12—14 | 2.610 |  |  | 2.603 |
| 15—17 | 2.649 |  |  | 2.643 |
| 18—24 | 5.799 |  |  | 5.896 |
| 60+ | 3.461 |  |  | 3.372 |
| Просек : | 27,9  |  |  | 28,3  |

| #   | Индикатор                                                                                        | Вредност |
| --- | ------------------------------------------------------------------------------------------------ | -------- |
| 1   | Становништво од 0 до 2 године                                                                    | 5631     |
| 2   | Мушко становништво од 0 до 2 године                                                              | 2859     |
| 3   | Женско становништво од 0 до 2 године                                                             | 2772     |
| 4   | Становништво са 3 и више година                                                                  | 81693    |
| 5   | Мушко становништво са 3 и више година                                                            | 40303    |
| 6   | Женско становништво са 3 и више година                                                           | 41390    |
| 7   | Становништво са 5 и више година                                                                  | 77961    |
| 8   | Мушко становништво са 5 и више година                                                            | 38420    |
| 9   | Женско становништво са 5 и више година                                                           | 39541    |
| 10  | Становништво са 12 и више година                                                                 | 65273    |
| 11  | Мушко становништво са 12 и више година                                                           | 32039    |
| 12  | Женско становништво са 12 и више година                                                          | 33234    |
| 13  | Становништво са 15 и више година                                                                 | 60060    |
| 14  | Мушко становништво са 15 и више година                                                           | 29429    |
| 15  | Женско становништво са 15 и више година                                                          | 30631    |
| 16  | Становништво са 18 и више година                                                                 | 54768    |
| 17  | Мушко становништво са 18 и више година                                                           | 26780    |
| 18  | Женско становништво са 18 и више година                                                          | 27988    |
| 19  | Становништво од 3 до 5 година                                                                    | 5613     |
| 20  | Мушко становништво од 3 до 5 година                                                              | 2883     |
| 21  | Женско становништво од 3 до 5 година                                                             | 2730     |
| 22  | Становништво од 6 до 11 година                                                                   | 10807    |
| 23  | Мушко становништво од 6 до 11 година                                                             | 5381     |
| 24  | Женско становништво од 6 до 11 година                                                            | 5426     |
| 25  | Становништво од 8 до 14 година                                                                   | 12346    |
| 26  | Мушко становништво од 8 до 14 година                                                             | 6170     |
| 27  | Женско становништво од 8 до 14 година                                                            | 6176     |
| 28  | Становништво од 12 до 14 година                                                                  | 5213     |
| 29  | Мушко становништво од 12 до 14 година                                                            | 2610     |
| 30  | Женско становништво од 12 до 14 година                                                           | 2603     |
| 31  | Становништво од 15 до 17 година                                                                  | 5292     |
| 32  | Мушко становништво од 15 до 17 година                                                            | 2649     |
| 33  | Женско становништво од 15 до 17 година                                                           | 2643     |
| 34  | Становништво од 18 до 24 године                                                                  | 11695    |
| 35  | Мушко становништво од 18 до 24 године                                                            | 5799     |
| 36  | Женско становништво од 18 до 24 године                                                           | 5896     |
| 37  | Женско становништво од 15 до 49 година                                                           | 24210    |
| 38  | Становништво са 60 и више година                                                                 | 6833     |
| 39  | Мушко становништво са 60 и више година                                                           | 3461     |
| 40  | Женско становништво са 60 и више година                                                          | 3372     |
| 41  | Однос између мушкараца и жена                                                                    | 97.74    |
| 42  | Становништво од нуле до 14 година                                                                | 27264    |
| 43  | Становништво од 15 до 64 године                                                                  | 55430    |
| 44  | Становништво од 65 година и више                                                                 | 4630     |
| 45  | Просечан број деце                                                                               | 2.27     |
| 46  | Становништво рођено у ентитету                                                                   | 85254    |
| 47  | Мушко становништво рођено у ентитету                                                             | 42060    |
| 48  | Женско становништво рођено у ентитету                                                            | 43194    |
| 49  | Становништво рођено у другом ентитету                                                            | 1848     |
| 50  | Мушко становништво рођено у другом ентитету                                                      | 994      |
| 51  | Женско становништво рођено у другом ентитету                                                     | 854      |
| 52  | Становништво од 5 година и више резидентно у ентитету у јуну 2005. године                        | 76971    |
| 53  | Мушко становништво старосног доба од 5 година и више, резидентно у ентитету у јуну 2005. године  | 37899    |
| 54  | Женско становништво старосног доба од 5 и више година, резидентно у ентитету у јуну 2005. године | 39072    |
| 55  | Становништво од 5 година и више које је живело у другом ентитету у јуну 2005. године             | 703      |
| 56  | Мушко становништво старије од 5 година које је живело у другом ентитету у јуну 2005. године      | 372      |
| 57  | Женско становништво старије од 5 година које је живело у другом ентитету у јуну 2005. године     | 331      |
| 58  | Становништво од 3 године и више које говори аутохтони језик                                      | 3391     |
| 59  | Мушко становништво старо 3 године и више које говори аутохтони језик                             | 1689     |
| 60  | Женско становништво старо 3 године и више које говори аутохтони језик                            | 1702     |
| 61  | Становништво од 3 године и више које говори аутохтони језик и не говори шпански језик            | 313      |
| 62  | Мушко становништво старо 3 године и више које говори аутохтони језик и не говори шпански         | 81       |
| 63  | Женско становништво старо 3 године и више које говори аутохтони језик и не говори шпански језик  | 232      |
| 64  | Становништво старо 3 године и више које говори аутохтони језик и шпански                         | 2967     |
| 65  | Мушко становништво старо 3 године и више које говори аутохтони језик и шпански                   | 1551     |
| 66  | Женско становништво старо 3 године и више које говори аутохтони језик и шпански                  | 1416     |
| 67  | Становништво од 5 година и више које говори аутохтони језик                                      | 3267     |
| 68  | Становништво од 5 година и више које говори аутохтони језик и не говори шпански језик            | 268      |
| 69  | Становништво од 5 година и више које говори аутохтони језик и говори шпански језик               | 2894     |
| 70  | Становништво у домородачким домаћинствима                                                        | 5736     |
| 71  | Становништво са ограничењима у активностима                                                      | 2370     |
| 72  | Становништво са ограниченим ходањем или кретањем, горе или доле                                  | 1291     |
| 73  | Становници са ограничењима вида, чак и уз кориштење сочива                                       | 594      |
| 74  | Становништво са ограничењима говора, комуникације или конверзације                               | 240      |
| 75  | Становништво са ограниченим слухом                                                               | 241      |
| 76  | Становништво са ограничењима при одевању, купању или јелу                                        | 69       |
| 77  | Становништво са ограничењима у опажању или учењу једноставних ствари                             | 56       |
| 78  | Становништво са менталним ограничењима                                                           | 196      |
| 79  | Становништво без ограничења активности                                                           | 84552    |
| 80  | Становништво од 3 до 5 година које не похађа школу                                               | 2225     |
| 81  | Мушко становништво од 3 до 5 година које не похађа школу                                         | 1132     |
| 82  | Женско становништво од 3 до 5 година које не похађа школу                                        | 1093     |
| 83  | Становништво од 6 до 11 година које не похађа школу                                              | 552      |
| 84  | Мушко становништво од 6 до 11 година које не похађа школу                                        | 269      |
| 85  | Женско становништво од 6 до 11 година које не похађа школу                                       | 283      |
| 86  | Становништво од 12 до 14 година које не похађа школу                                             | 618      |
| 87  | Мушко становништво од 12 до 14 година које не похађа школу                                       | 297      |
| 88  | Женско становништво од 12 до 14 година које не похађа школу                                      | 321      |
| 89  | Становништво од 15 до 17 година похађа школу                                                     | 3448     |
| 90  | Мушко становништво од 15 до 17 година похађа школу                                               | 1841     |
| 91  | Женско становништво између 15 и 17 година живота у школи                                         | 1607     |
| 92  | Становништво од 18 до 24 године похађа школу                                                     | 2495     |
| 93  | Мушко становништво од 18 до 24 године похађа школу                                               | 1333     |
| 94  | Женско становништво од 18 до 24 године похађа школу                                              | 1162     |
| 95  | Становништво од 8 до 14 година које не може да чита и пише                                       | 905      |
| 96  | Мушко становништво старосног доба од 8 до 14 година које не може да чита и пише                  | 476      |
| 97  | Женско становништво старосног доби од 8 до 14 година које не може да чита и пише                 | 429      |
| 98  | Становништво од 15 година и више које је неписмено                                               | 8544     |
| 99  | Мушко становништво од 15 година и више које је неписмено                                         | 3491     |
| 100 | Женско становништво од 15 година и више које је неписмено                                        | 5053     |
| 101 | Становништво старо 15 и више година без школовања                                                | 7808     |
| 102 | Мушко становништво старо 15 и више година без школовања                                          | 3293     |
| 103 | Женско становништво старо 15 и више година без школовања                                         | 4515     |
| 104 | Становништво старосног доба 15 и више година са непотпуним основним образовањем                  | 10623    |
| 105 | Мушко становништво старосног доба од 15 година и више са непотпуном основним образовањем         | 4872     |
| 106 | Женско становништво старосног доба 15 и више година са непотпуном основним образовањем           | 5751     |
| 107 | Становништво старо 15 и више година са комплетним основним образовањем                           | 9971     |
| 108 | Мушко становништво старо 15 година и више са комплетним основним образовањем                     | 4505     |
| 109 | Женско становништво старо 15 и више година са комплетним основним образовањем                    | 5466     |
| 110 | Становништво старосног доба 15 и више година са непотпуним средњим образовањем                   | 2885     |
| 111 | Мушко становништво старосног доба од 15 година и више са непотпуним средњим образовањем          | 1479     |
| 112 | Женско становништво старосног доба од 15 година и више са непотпуним средњим образовањем         | 1406     |
| 113 | Становништво старо 15 и више година са пуним секундарном образовањем                             | 11787    |
| 114 | Мушко становништво старосног доба од 15 година и више са пуним секундарном образовањем           | 5996     |
| 115 | Женско становништво старосног доба од 15 година и више са пуним секундарном образовањем          | 5791     |
| 116 | Становништво старије од 18 година са постосновним образовањем                                    | 15263    |
| 117 | Мушко становништво старије од 18 година са постосновним образовањем                              | 8417     |
| 118 | Женско становништво старије од 18 година са постосновним образовањем                             | 6846     |
| 119 | Просечна оцена школовања                                                                         | 7.39     |
| 120 | Просечан ниво образовања мушке популације                                                        | 7.8      |
| 121 | Просечан ниво образовања женског становништва                                                    | 6.99     |
| 122 | Економски активно становништво                                                                   | 33810    |
| 123 | Економски активна мушка популација                                                               | 25021    |
| 124 | Економски активна женска популација                                                              | 8789     |
| 125 | Становништво које није економски активно                                                         | 31201    |
| 126 | Мушко становништво које није економски активно                                                   | 6864     |
| 127 | Женско становништво које није економски активно                                                  | 24337    |
| 128 | Запослено становништво                                                                           | 32863    |
| 129 | Запослено мушко становништво                                                                     | 24233    |
| 130 | Запослено женско становништво                                                                    | 8630     |
| 131 | Незапослена популација                                                                           | 947      |
| 132 | Незапослена мушка популација                                                                     | 788      |
| 133 | Незапослена женска популација                                                                    | 159      |
| 134 | Становништво без права на здравствене услуге                                                     | 37963    |
| 135 | Становништво које има право на здравствене услуге                                                | 49276    |
| 136 | Становништво које има право на ИМСС                                                              | 13484    |
| 137 | Становништво које има право на социјално осигурање                                               | 4406     |
| 138 | Становништво које има право на државно социјално осигурање                                       | 1127     |
| 139 | Становништво које има право на опште осигурање или здравствено осигурање за нову генерацију      | 28211    |
| 140 | Становништво које је било једном или није било у браку током 12 година и више                    | 21141    |
| 141 | Венчано или уједињено становништво од 12 година и више                                           | 38251    |
| 142 | Становништво које је било у браку или уједињено 12 година и више                                 | 5828     |
| 143 | Становништво са католичком религијом                                                             | 61109    |
| 144 | Протестанти, еванђелисти и библијски следбеници различити од еванђелиста                         | 16857    |
| 145 | Становништво са другим религијама различитим од претходних                                       | 18       |
| 146 | Становништво без религије                                                                        | 9066     |
| 147 | Укупно пописаних домаћинства                                                                     | 21305    |
| 148 | Пописна домаћинства на челу са мушкарцима                                                        | 17413    |
| 149 | Пописна домаћинства на челу са женама                                                            | 3892     |
| 150 | Становништво у пописним домаћинствима                                                            | 87308    |
| 151 | Становништво у пописним домаћинствима на челу са мушкарцима                                      | 73855    |
| 152 | Становништво у пописним домаћинствима на челу са женама                                          | 13453    |
| 153 | Укупно домаћинстава                                                                              | 26887    |
| 154 | Укупно насељених домаћинстава                                                                    | 21397    |
| 155 | Укупно приватних кућа                                                                            | 26795    |
| 156 | Насељени приватни домови                                                                         | 21305    |
| 157 | Укупно насељених приватних кућа                                                                  | 21395    |
| 158 | Ненасељене приватне куће                                                                         | 3839     |
| 159 | Појединачна домаћинства за привремену употребу                                                   | 1651     |
| 160 | Становници у насељеним приватним кућама                                                          | 87308    |
| 161 | Насељеност станара у приватним становима                                                         | 4.1      |
| 162 | Просечно становника по соби у приватним насељеним домаћинствима                                  | 1.5      |
| 163 | Појединачна домаћинства са подовима од различитих материјала од земље                            | 18581    |
| 164 | Појединачна домаћинства у приземљу                                                               | 2662     |
| 165 | Појединачна домаћинства са једном спаваћом собом                                                 | 11220    |
| 166 | Појединачна домаћинства са две спаваће собе и више                                               | 10005    |
| 167 | Појединачна домаћинства са једним собом                                                          | 4351     |
| 168 | Појединачна домаћинства са две собе                                                              | 5661     |
| 169 | Појединачна домаћинства са 3 собе и више                                                         | 11191    |
| 170 | Појединачна домаћинства која имају електрично светло                                             | 20964    |
| 171 | Појединачна домаћинства која немају електрично светло                                            | 292      |
| 172 | Појединачна домаћинства која имају водоводну воду у стамбеном простору                           | 17685    |
| 173 | Појединачна домаћинства која немају водоводну воду у стамбеном простору                          | 3565     |
| 174 | Појединачна домаћинства која имају тоалет                                                        | 20355    |
| 175 | Појединачна домаћинства која имају канализацију                                                  | 20283    |
| 176 | Појединачна домаћинства која немају канализацију                                                 | 948      |
| 177 | Појединачна домаћинства која имају електрично светло, довод воде из јавне мреже и канализацију   | 17069    |
| 178 | Појединачна домаћинства без икаквих услова                                                       | 1070     |
| 179 | Појединачна домаћинства која имају радио                                                         | 14662    |
| 180 | Појединачна домаћинства која имају телевизор                                                     | 18973    |
| 181 | Појединачна домаћинства која имају фрижидер                                                      | 15703    |
| 182 | Појединачна домаћинства која имају машину за веш                                                 | 9815     |
| 183 | Појединачна домаћинства која имају аутомобил или комби                                           | 4470     |
| 184 | Појединачна домаћинства која имају рачунар                                                       | 2932     |
| 185 | Појединачна домаћинства која имају фиксну телефонску линију                                      | 3931     |
| 186 | Појединачна домаћинства која имају мобилни телефон                                               | 13618    |
| 187 | Појединачна домаћинства која имају приступ интернету                                             | 1457     |